# 儿童电影院 (北京)
儿童电影院是位于中国北京市东城区东长安街9号的一家专门放映儿童电影的电影院。现已无存。

## 简介
该电影院的前身是清朝光绪三十三年（1907年）由外商经营的北京首家电影放映场所——“平安电影公司”。宣统二年（1910年）停业。宣统三年（1911年），改为“兴利平安电影公司”。1925年4月，该电影院放映法国早期的立体电影，成为北京第一家放映立体电影的电影院。1929年11月，改为放映有声电影。1940年4月，该电影院改建为“罗马电影院”。1941年3月，该电影院因失火而被焚毁。1945年10月，在原址重建，改称“平安电影院”。1956年实行公私合营，人民政府投资对该电影院实施改建。1957年1月，建成了北京市首家专放儿童影片的“儿童电影院”。1992年，儿童电影院被拆除。如今，其原址为东方广场。